# 18024 Добсон
18024 Добсон  (18024 Dobson) — астероїд головного поясу, відкритий 20 травня 1999 року.
Тіссеранів параметр щодо Юпітера — 3,174.